# トゥコージー・ラーオ・ホールカル3世
トゥコージー・ラーオ・ホールカル3世（Tukoji Rao Holkar III, 1890年11月26日 - 1978年5月21日）は、インドのホールカル家、インドール藩王国の君主（在位：1903年 - 1926年）。

## 生涯
1890年11月26日、ホールカル家当主であり藩王シヴァージー・ラーオ・ホールカルの息子として生まれた。
1903年1月31日、シヴァージー・ラーオは退位し、トゥコージー・ラーオが当主位及び藩王位を継承した。
1926年2月26日、トゥコージー・ラーオは退位し、息子のヤシュワント・ラーオ・ホールカル2世が当主位及び藩王位を継承した。退位をした理由は、トゥコージー・ラーオのハレムから逃げ出した女性をかくまった男性に、幾度も女性を引き渡すよう圧力をかけ、ついには殺害された事件を裏で主導していた犯人と目されたためである。この事件は、イギリス政府の耳に入り、退位か罪に問われるかを迫られる事態となった。退位後、アメリカ人女性と結婚した。
1978年5月21日、トゥコージー・ラーオはフランスのパリで死亡した。

## ギャラリ
- トゥコージー・ラーオ・ホールカル3世
- トゥコージー・ラーオ・ホールカル3世（1913年）
- チャンドラヴァティー・バーイー（第一妃）
- インディラー・バーイー（第二妃）